# Hidden Love
Hidden Love (en chino, 偷偷藏不住; pinyin, Tōutōu cáng bù zhù) es una serie de televisión china emitida por Youku en 2023. Está protagonizada por Zhao Lusi y Chen Zheyuan.

## Sinopsis
La serie gira en torno a la vida de Sang Zhi, una joven que se enamora de Duan Jiaxu, quien resulta ser el mejor amigo de su hermano mayor Sang Yan. A pesar del enamoramiento inicial, su relación toma una progresión natural a medida que pasa el tiempo. A medida que se desarrolla la historia, los sentimientos de Sang Zhi por Duan Jiaxu se profundizan, trascendiendo su enamoramiento inicial y floreciendo en un amor genuino.

## Reparto

### Principal
- Zhao Lusi como Sang Zhi
- Chen Zheyuan como Duan Jiaxu
- Victor Ma como Sang Yan

### Gente alrededor de Sang Zhi
- Zeng Li	como Li Ping
- Qiu Xinzhi como Sang Rong
- Wei Xiao como Ning Wei
- Qi Tianqing como Yu Xin
- Gu Shuqi como Yin Zhenru
- Zhang Jiongmin como Fu Zhengchu
- Lu Dongxu como Jiang Ming
- Song Peize como Chen Qiang
- Xu Shiyue como Shi Xiaoyu

### Gente alrededor de Duan Jiaxu
- Li Jia Wei como Xu Ruoshu
- Wang Wei Hua como Duan Zhi Cheng
- Guan Zijing comoLi Xun
- Wang Yang	como Jiang Si Yun
- Zhang Haolun como Chen Junwen
- Hu Yuxuan como Qian Fei
- Xu Shixin como Jiang Ying

### Otros
- Wang Yi Tian como Xiao Taimei
- Chang Hai Bo como Chen Mingxu
- Ji Hao como Jia Yang
- Guo Zi Xin como Zhang Hui
- Zhang Bo como Zhang Sen
- Wang Sheng Yun como Wan Zhe

## Banda sonora
| N.º | Título                                                | Cantante                | Duración |  |
| 1.  | «I just want to hide you secretly» (tema de apertura) | Wang Sulong , Zhao Lusi |          |  |
| 2.  | «I have someone i like (我有喜欢的人了）»             | Zhao Lusi               |          |  |
| 3.  | «Be Your Light»                                       | Victor Ma               |          |  |
| 4.  | «You are my only wish»                                | Zhang Bichen            |          |  |
| 5.  | «Have you»                                            | Zhao Lei                |          |  |
| 6.  | «The star thief»                                      | Yi Hui                  |          |  |
| 7.  | «Forever Star»                                        | Zhang Weihao            |          |  |

## Recepción
Ayushi Agrawal de Pinkvilla escribió "la vibrante historia del programa, junto con los personajes bien elaborados, sin duda jugaron un papel fundamental en el éxito del programa, y entregó con éxito una narrativa romántica celebrada por su simplicidad y capacidad de identificación, navegando con gracia la diferencia de edad sin causar incomodidad". India Today declaró que "los internautas están enganchados al cursi drama chino con críticas positivas", y agregó: "Está en la lista de tendencias de programas en varios países y parece seguro que después de la popularidad de los K-dramas, los dramas chinos están listos para convertirse en la próxima gran cosa".